# Tuffi ai IV Giochi panamericani
Le competizioni di tuffi ai IV Giochi panamericani si sono svolte a San Paolo, in Brasile, dal 20 aprile al 5 maggio 1963.

## Risultati

### Uomini
| Evento                     | Oro            | Perform. | Argento         | Perform. | Bronzo          | Perform. |
| Trampolino 3m (dettagli)   | Thomas Dinsley |          | Richard Gilbert |          | Ken Sitzberger  |          |
| Piattaforma 10m (dettagli) | Robert Webster |          | Álvaro Gaxiola  |          | Ricardo Capilla |          |

### Donne
| Evento                     | Oro               | Perform. | Argento       | Perform. | Bronzo        | Perform. |
| Trampolino 3m (dettagli)   | Barbara McAlister |          | Judy Stewart  |          | Patsy Willard |          |
| Piattaforma 10m (dettagli) | Linda Cooper      |          | Nancy Poulsen |          | María Adames  |          |

## Medagliere
| Posizione | Nazione     | Oro | Argento | Bronzo | Totale |
| --------- | ----------- | --- | ------- | ------ | ------ |
| 1         | Stati Uniti | 3   | 2       | 2      | 7      |
| 2         | Canada      | 1   | 1       | 0      | 2      |
| 2         | Messico     | 0   | 1       | 2      | 3      |
| Totale    | Totale      | 4   | 4       | 4      | 12     |